# Warcraft Adventures: Lord of the Clans
Warcraft Adventures: Lord of the Clans foi um jogo eletrônico de aventura do estilo point-and-click desenvolvido pela Blizzard Entertainment e ambientado no universo Warcraft, que foi cancelado antes de seu lançamento. A Blizzard desenvolveu internamente o jogo, mas subcontratou à empresa Animation Magic a produção de cerca de vinte minutos de animações 2D para inclusão no jogo. O jogo contava ainda com atores talentosos para dar voz aos personagens, incluindo Peter Cullen (Transformers), Clancy Brown (Highlander, The Shawshank Redemption, Carnivàle) e Tony Jay (The Hunchback of Notre Dame, ReBoot).
O lançamento de Warcraft Adventures: Lord of the Clans foi inicialmente anunciado para o final de 1997, mas foi posteriormente adiado para o início de 1998. Embora os relatos iniciais aplaudissem a qualidade artística e a narrativa do jogo, a jogabilidade foi considerada obsoleta pela Blizzard, que decidiu cancelá-lo em 1998. Os fãs do universo Warcraft reagiram negativamente à notícia, chegando a criar uma petição online para ressuscitar o jogo, levando a Blizzard a emitir um comunicado em que esclarecia que a decisão tinha que ver com a qualidade do jogo e não com uma qualquer estratégia de marketing ou negócio.